# Doucoumbo
Doucoumbo est une commune malienne, de l'arrondissement central de Bandiagara, dans le cercle de Bandiagara et la région de Bandiagara.

## Géographie
La localité de Doucombo est située sur la rive droite de la rivière Yamé et sur la route notionale RN15 à 4,8 km, à l'ouest du chef-lieu régional Bandiagara. 
| Pignari Bana | Kendié     | Soroly              |
| Pignary      | Doucoumbo  | Dandoli, Bandiagara |
| Bara Sara    | Kani Bozon | Dourou              |

## Population

Carte communale

En 2009, lors du 4e recensement, la commune comptait 20 835 habitants.

## Villages
La commune s'étend sur 24 localités relevées lors du recensement général de 2009. 
Les villages les plus peuplés sont :
- Andakanda (2 764 habitants)
- Songo (2 287 habitants)
- Doucombo (2 072 habitants)
- Djiguibombo (1 551 habitants)